# Rivière au Saumon (Le Haut-Saint-François)
Pour les articles homonymes, voir Rivière au Saumon.
Ne doit pas être confondu avec Rivière au Saumon (Le Val-Saint-François).
La rivière au Saumon est un affluent de la rivière Saint-François, dans la région administrative de l'Estrie, dans la province de Québec, au Canada. Le cours de la rivière traverse successivement les municipalités suivantes :
- Le Granit (MRC): municipalité de Notre-Dame-des-Bois;
- Le Haut-Saint-François (MRC): municipalités de La Patrie, Hampden, Lingwick et Weedon.

Outre les zones de village, la sylviculture et l'agriculture constituent les principales activités économiques de cette vallée.
La surface de la rivière au Saumon est habituellement gelée de la mi-décembre à la mi-mars, sauf les zones de rapides; toutefois la circulation sécuritaire sur la glace se fait généralement de la fin décembre au début de mars.

## Géographie
La rivière au Saumon prend sa source au lac Danger (longueur: 0,175 km; altitude: 631 m), près de la frontière des États-Unis et coule vers le nord sur une distance de 77,0 km, jusqu'à sa confluence avec la rivière Saint-François.
Les bassins versants voisins de la rivière au Saumon sont:
- côté nord: rivière Saint-François;
- côté est: rivière Chesham, rivière Rouge;
- côté sud: rivière Ditton, rivière Eaton Nord, ruisseau Bown;
- côté ouest: rivière Eaton.

À partir de l'embouchure du lac Danger, le cours de la rivière au Saumon descend sur 77,0 km, avec une dénivellation de 388 m, selon les segments suivants:
Cours supérieur de la rivière au Saumon
- vers l'ouest, en formant de nombreux très petits serpentins en traversant une variété de zones forestières et agricoles, en entrant dans la municipalité La Patrie (MRC Le Haut-Saint-François), ainsi qu'en recueillant le ruisseau Morin (venant du nord), jusqu'à la confluence de la rivière Chesham (venant du nord-est);
- vers l'ouest, en formant une légère et grande courbe vers le nord, en recueillant les cours d'eau Audet, Desaultels, Beauregard, ainsi que la rivière Ditton (venant du sud), en formant un crochet vers le nord, jusqu'à un coude de rivière;
- 5,6 km vers le nord d'abord en zone agricole, en coupant la route 212 Est à 1,2 km à l'est du centre du village de La Patrie, jusqu'au ruisseau Fortier (venant de l'est). Note: Ce segment de la rivière passe du côté ouest du parc national du Mont-Mégantic;
- 6,4 km vers le nord-ouest, en formant deux boucles vers l'est, en recueillant le ruisseau de la Montagne (venant de l'est), jusqu'au ruisseau McLeod (venant de l'est);
- 4,9 km vers le nord-ouest en entrant dans la municipalité de Hampden, en formant une boucle vers le nord-est, puis en entrant dans la municipalité de Scotstown, jusqu'à un coude de rivière correspondant à un élargissement de la rivière du côté nord-est du village de Scotstown et à la décharge du ruisseau Dell (venant du nord). Sur ce dernier segment, le cours de la rivière délimite la partie ouest du parc régional du Marécage-des-Scots;

Cours inférieur de la rivière au Saumon (segment de 35,9 km)
- 12,4 km vers l'ouest en traversant du côté nord du village de Scotstown, puis descendant dans une vallée encaissée, en entrant dans Lingwick, en recueillant le ruisseau Dutch (venant du sud-est) et le ruisseau Bown (venant du sud), jusqu'à un coude de rivière, situé au fond d'une boucle orienté vers l'ouest;
- 8,5 km vers le nord-ouest route 108, en formant une boucle avant de recueillir le ruisseau McGill (venant de l'est et s'avérant la décharge du lac McGill et du lac Moffatt), dont l'embouchure est située à 0,8 km à l'ouest du centre du hameau Gould, jusqu'à un coude de rivière;,
- 4,9 km vers le nord en contournant une île et en formant une boucle vers l'est, jusqu'à un ruisseau (venant du nord);
- 10,1 km d'abord vers le nord-ouest en entrant dans Weedon, en coupant le chemin de la rivière au Saumon à 1,6 km au sud du centre du village de Fontainebleau, puis vers l'ouest, jusqu'à son embouchure[3].

La "rivière au Saumon" se partage en deux bras, la branche sud (rivière Ditton), près de Chartierville et la branche est. Elle est sujette à des crues et à des baisses soudaines, submergeant une grande étendue de terres basses qui avoisinent ses rives. Elle était naviguée par les bateaux de pêche et offrait aux colons qui habitaient ses rives un bon moyen de transport (Rouillard, 1914). Elle est rejointe par la rivière Ditton près du village de La Patrie, et continue vers Scotstown, Lingwick, où elle est traversée par le pont McVetty-McKenzie près de Fontainebleau, puis se jette dans la rivière Saint-François à Weedon. Son débit étant plus prononcé que celui de la rivière Saint-François, de nombreuses crues printanières ont lieu dans ce secteur.

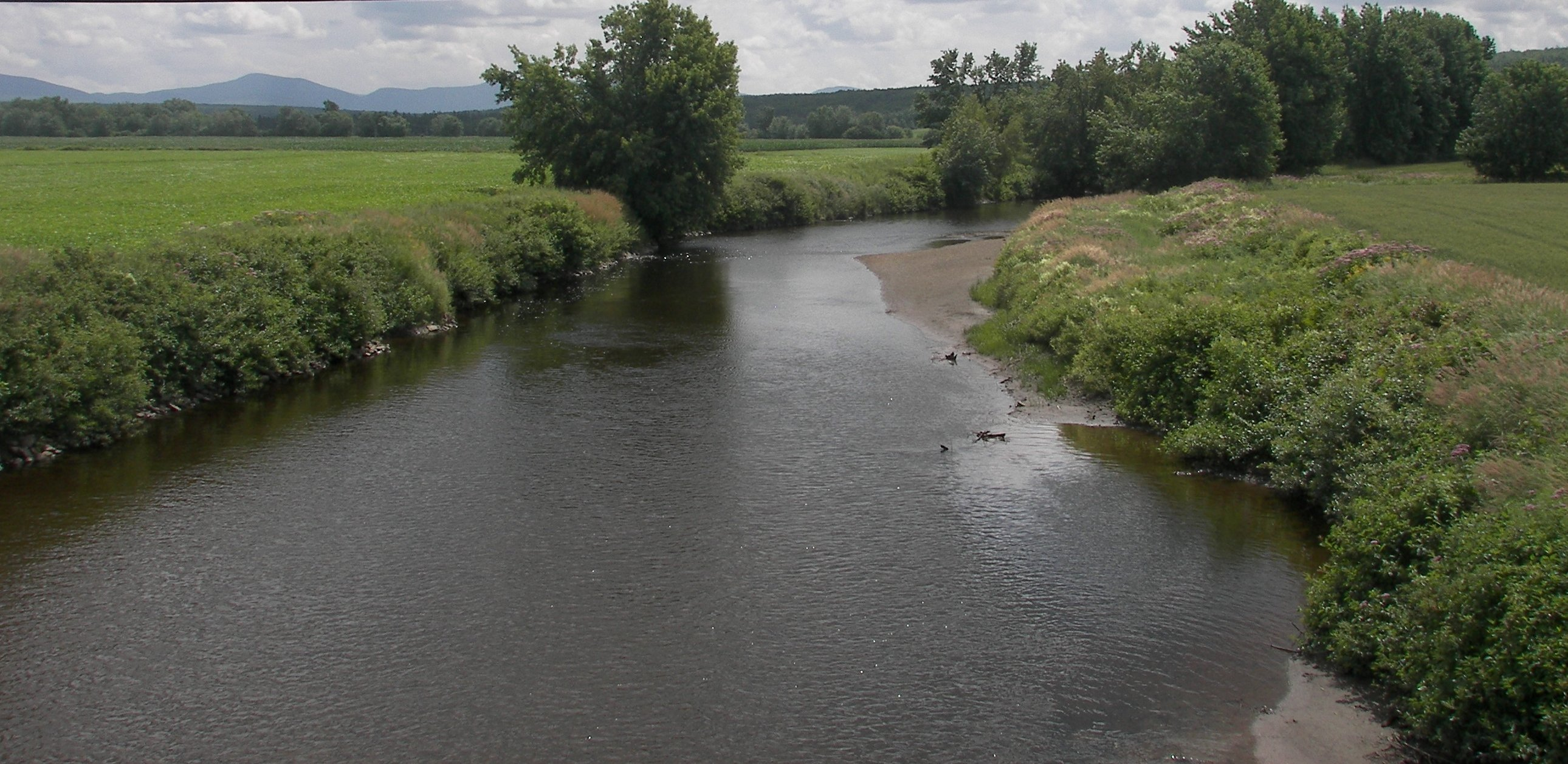
Rivière au Saumon près de La Patrie. Le flanc nord des Montagnes Blanches est à l'arrière-plan. La rivière y prend sa source.
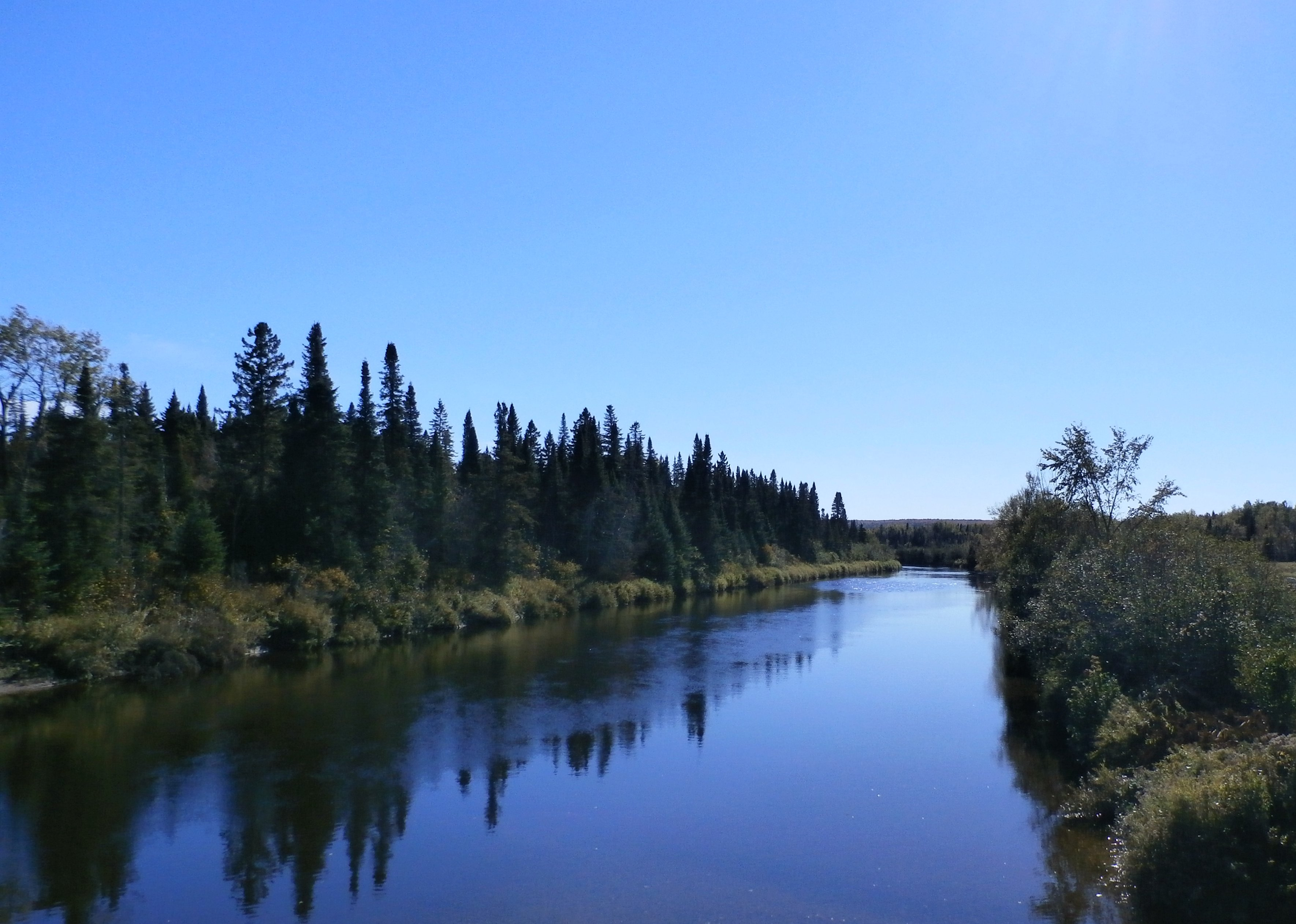
Rivière au Saumon au pont du chemin du Quatre Milles qui mène au rang Cohoes entre Scotstown et La Patrie.
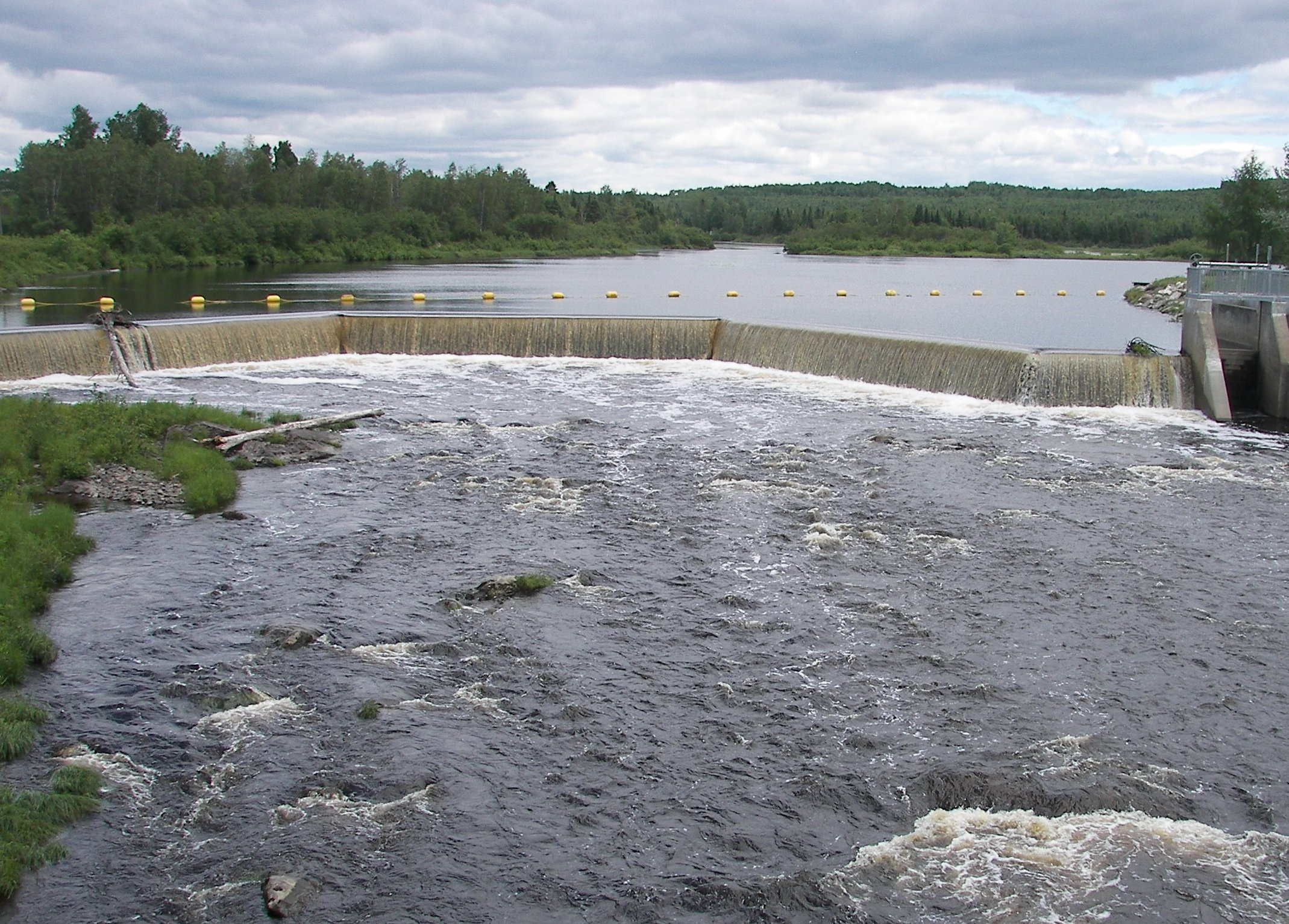
Rivière au Saumon à Scotstown.
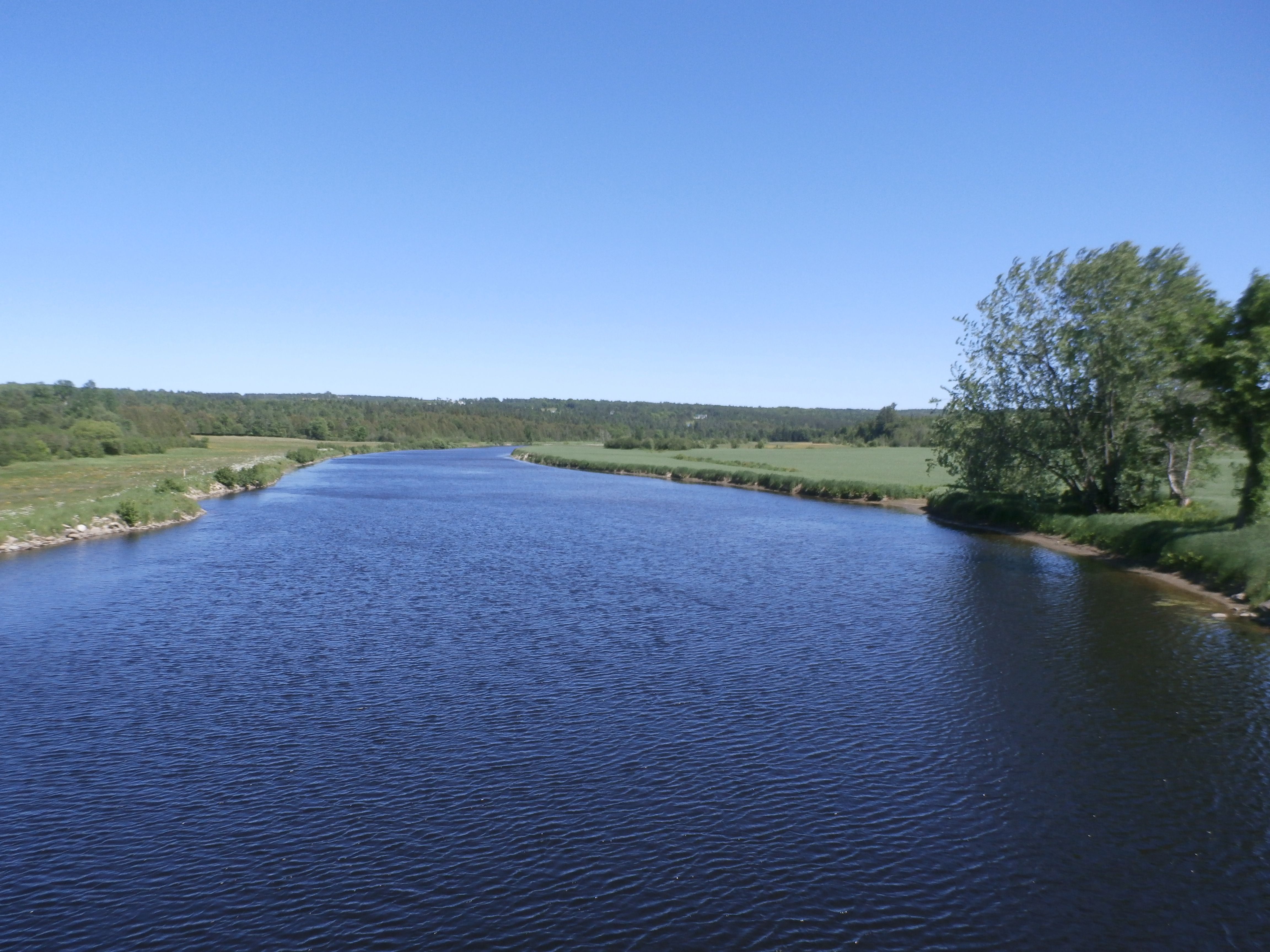
Rivière au Saumon en amont du pont du chemin de la Rivière aux Saumons près de Fontainebleau (Weedon).
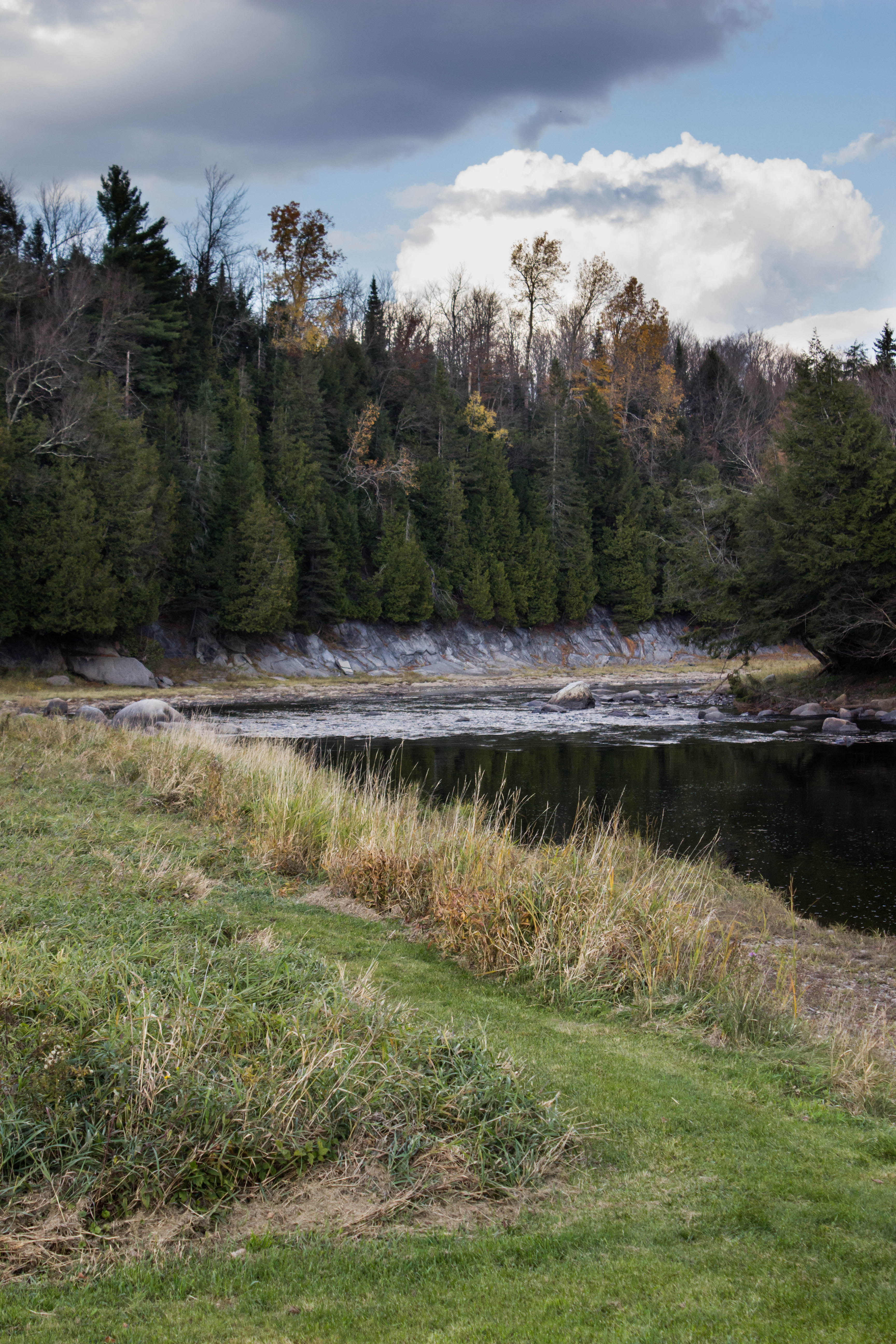
La rivière au Saumon près du pont McVetty-McKenzie.

## Toponymie
Le toponyme rivière au Saumon a été officialisé le 5 décembre 1968 à la Commission de toponymie du Québec.